# NGC 3770
NGC 3770 este o galaxie spirală situată în constelația Ursa Mare. A fost descoperită în 19 martie 1790 de către William Herschel. Se află la o distanță de 51,25 de megaparseci de Pământ.